# Пироговское шоссе
Пироговское шоссе — автомобильная дорога в городском округе Мытищи Московской области с асфальтобетонным покрытием, соединяет город Мытищи и деревни Высоково, Зимино и Коргашино.

## Маршрут
Своё начало шоссе берёт у северной границы города Мытищи, с места окончания Олимпийского проспекта (точнее, с перекрёстка, где на юге расположен Олимпийский проспект, на востоке «Проектируемый 4530-й проезд», и на западе дорога по Комбиферме). Затем через Пироговский лесопарк и деревню Высоково. И так до пересечения с Осташковским шоссе, у деревни Коргашино и бывшего посёлка Пироговского.

## Населённые пункты
Путь шоссе начинается от города Мытищи (юг) и идёт до деревень Высоково, Зимино и Коргашино (север).

## Характеристика дороги
Дорога имеет по одной полосе в каждом направлении с возможностью обгона на некоторых участках.
Начало шоссе проходит через лиственный лес. За пределами города Мытищи он сменяется на смешанный.
Климат вдоль Пироговского шоссе умеренно континентальный, с тёплым (до +30°С) и умеренно влажным летом, и с обильно снежной, прохладной зимой (до -30°С).